# Datové médium

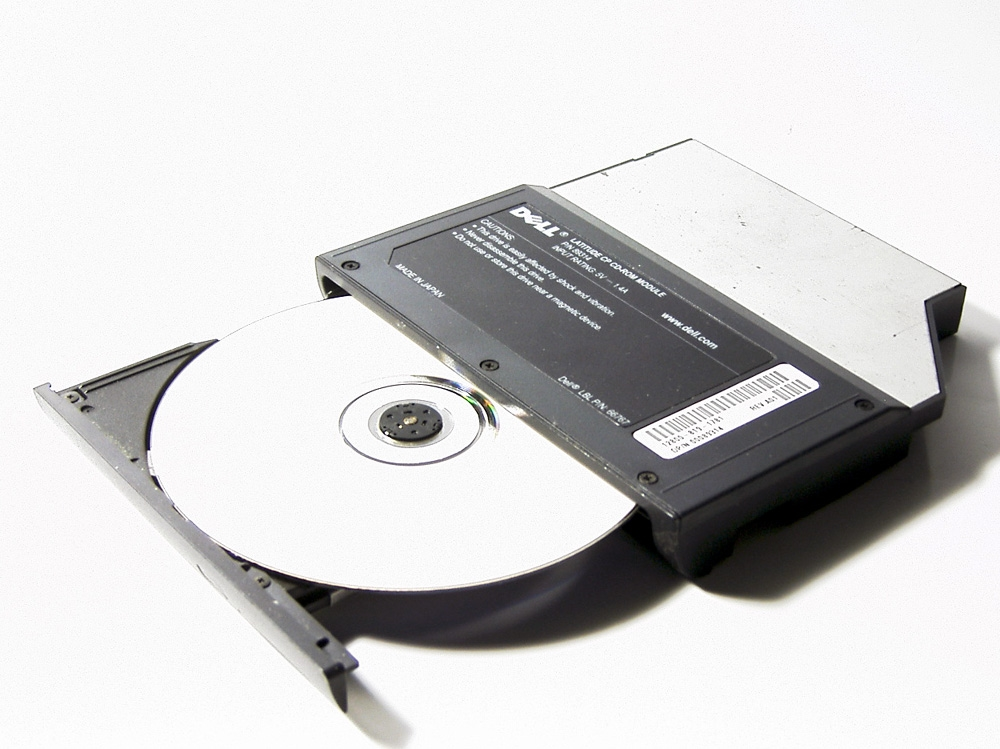
Mechanika pro CD.

Datové médium, paměťové médium nebo také datový nosič či záznamové médium je paměťový nosič datových informací (dat) používající k jejich uchování nějaký fyzikální princip. Kromě elektronických lze za datová média považovat i jakýkoli jiné hmotné nosiče, pokud slouží k zaznamenání určité informace.
V praxi se pojem datové médium často zužuje na elektronická přenosná výměnná datová média, která umožňují ukládání datových souborů a jejich přenos mezi počítači a dalšími zařízeními (vnější paměť). V širším smyslu můžeme však za datové médium považovat i vnitřní paměť počítače, disky zabudované do počítače nebo naopak síťová datová úložiště (ať samostatná nebo v rámci cloud computingu).
Nosičem datového záznamu může být digitální i analogový signál. Při použití analogového signálu je potřeba použít vhodné modulace digitálních veličin. Pro digitální záznam se digitální hodnota uloží většinou v binární formě. Záznam dat na datovém médiu může být permanentní (trvalý), semipermanentní (přepisovatelný) nebo volatilní (nestálý, např. po vypnutí napájení se obsah ztratí).

## Dělení datových médií
Podle principu čtení se datové nosiče dělí na
1. Magnetická média, tzn. disketa, pevný disk, magnetooptický disk, magnetická páska (audiokazeta, videokazeta, DAT kazeta, LTO 1 až N)
2. Optická média, tzn. CD, DVD, Blu-ray, HD DVD
3. Elektronická média na bázi tzv. flash paměti, USB flash disk a paměťové karty (Secure Digital (SD), MultiMediaCard (MMC), Memory Stick, CompactFlash (CF), xD-Picture Card)

## Přehled nejčastějších typů datových médií
Neelektronické datové nosiče (pro psaní, kreslení apod.)
- papyrus, pergamen, papír
- kámen
- tabule (školní tabule)
- fotografický papír, fotografická deska

Historická média
- děrný štítek
- děrná páska
- bubnová magnetická paměť
- magnetický štítek
- magnetická páska (pro zálohování dat i v současnosti)
- Bernoulliho disk
- Magnetooptický disk
- disketa

Současná média
- pevný disk
- CD, DVD
- flash paměť (někdy nesprávně flash disk)
- HD DVD (jeho vývoj byl zastaven)
- Blu-ray